# Георги Димов (художник)
Вижте пояснителната страница за други личности с името Георги Димов.
Георги Жечев Димов е български иконописец.

## Биография и творчество
Роден е в Плевен през 1954 г. Живее в София. Негови икони има в Италия, Русия, Украйна, Холандия, Съединените американски щати, Израел, Япония, Северна Македония, Бразилия, Ватикана. По време на посещението на папа Йоан Павел II в Република България му подарява иконата си „Христос — истинската лоза“. Негови икони притежават легендарните Deep Purple, с които поддържа кореспонденция, както и с много други хардрок идоли.